# Synchiropus bartelsi
Synchiropus bartelsi es una especie de peces de la familia Callionymidae en el orden de los Perciformes.

## Morfología
• Los machos pueden llegar alcanzar los 4,5 cm de longitud total.

## Hábitat
Es un pez  de mar y de clima tropical y demersal que vive entre 0-30 m de profundidad.

## Distribución geográfica
Se encuentra desde las Filipinas hasta el sur de Indonesia.

## Observaciones
Es inofensivo para los humanos